# Simple Life: Mudando de Vida
Simple Life: Mudando de Vida foi um reality show brasileiro exibido pela RecordTV entre 3 de julho e 16 de outubro de 2007.
É baseado no programa americano The Simple Life que era exibido entre 2003 e 2007 no canal a cabo Fox Life nos Estados Unidos, protagonizado por Paris Hilton e Nicole Richie. No Brasil, esse programa era protagonizado por Karina Bacchi e por Ticiane Pinheiro.

## O programa
O programa mostra as duas socialites em situações diferentes das que estão acostumadas a fazer durante uma temporada de 40 dias na cidade interiorana de Analândia. Foi gravado no Sítio Roncador em Analândia, interior de São Paulo, de propriedade da família Paiuta, com quem Karina e Ticiane conviveram. Como não podiam levar dinheiro, as duas tiveram que trabalhar em diversos empregos diferentes. Nestes empregos, elas executaram tarefas que iam de tirar leite das vacas até entregar marmitas. Também trabalharam numa fábrica de refrigerantes, tiraram mel de colmeias e fizeram inseminação artificial em vacas.
Durante o programa, as meninas deram duas festas: uma rave de entrada pública feita com a colaboração de amigos conhecidos na cidade e uma festa de bodas de ouro para o casal Osmar e Dulce Paiuta que contou com a participação de uma dupla sertaneja local.

## Produção
As gravações de Ticiane e Karina fazendo compras exibidas no primeiro programa e na abertura foram feitas na rua Oscar Freire, em São Paulo. As aventuras do programa, vividas por Karina Bacchi e Ticiane Pinheiro, foram posteriormente contadas no livro "Patricinhas Sem Salto" escrito por Fernanda Morais, roteirista do programa. O programa chegou a ser satirizado pelo Show do Tom no quadro "Sítio Light: Mudando Para Roça", onde Tiririca e Tom Cavalcante viviam, respectivamente, Karina (chamada de Tirica Bacchi) e Ticiane (chamada de Tomciane Pinheiro). Uma segunda temporada do programa seria lançada com Karina Bacchi e a modelo Carolina Magalhães, porém o projeto foi descontinuado.

## Audiência
O programa estreou com ótima audiência, com média de 16 pontos, chegando a picos de 20 e garantindo a liderança absoluta por 36 minutos e empatado por 6 minutos com a Globo, que no horário marcou 15 pontos. No seu segundo episódio, a série marcou média de 14 pontos, 20 de pico e 21% de share, deixando a Rede Record na vice-liderança absoluta no horário.
No 4º episódio, teve média de 18 pontos, três a mais que a semana anterior, e apenas um ponto a menos que a 1ª colocada, com picos de 23 pontos. O programa conquistou a liderança por 35 minutos. O 6º episódio teve média de 13 pontos, com 24% de participação e 16 pontos de pico.
O último episódio teve 11 pontos de média, e 15 de pico, com 20% de share. Ficou na liderança por 8 minutos .
O programa terminou com uma média de 13 pontos.

## Episódios
- Episódio 01 - Karina e Ticiane largaram seus cartões de crédito, mordomias e grifes de luxo para embarcar rumo ao confinamento de 40 dias em Analândia, pequena cidade do interior de São Paulo. As duas chegaram de jatinho na cidade e já começaram a aprontar as primeiras confusões com a família Paiuta, no Sítio Roncador. Elas aproveitaram para conhecer a rotina simples da família da região.
- Episódio 02 - Karina e Ticiane tiveram que limpar curral, pegar porco no chiqueiro, limpar peixe, tomar banho de rio, cortar capim e ordenhar vacas. As duas se divertiram com as situações inusitadas e até adotaram um porquinho de estimação, chamado Pink.
- Episódio 03 - As duas vão trabalhar em uma fábrica de refrigerantes e aprontam muito. No final, são despedidas e ganham R$ 30,00 cada uma.
- Episódio 04 - As duas patricinhas coletaram mel em um apiário, e logo depois foram vendê-lo, usando roupa de abelha e tudo. Nesse episódio elas também escalaram uma montanha e trabalharam em uma lanchonete.